# Daniel Petrov
Daniel Petrov, född 8 september 1971 i Varna, Bulgarien, är en bulgarisk boxare som tog OS-guld i lätt flugviktsboxning 1996 i Atlanta och OS-silver i samma viktklass 1992 i Barcelona. I finalen slog han Mansueto Velasco från Filippinerna.